# Droga nr 43 (Islandia)
Droga 43 (isl. Þjóðvegur 43, Grindavíkurvegur) – droga na Islandii, na półwyspie Reykjanes, w regionie Suðurnes od długości 14,1 km. Łączy Grindavík na południowym wybrzeżu półwyspu z drogą nr 41 na północy. W pobliżu drogi znajduje się elektrownia geotermalna Svartsengi oraz termy Bláa Lónið, do których odchodzi lokalna droga nr 426.
14 stycznia 2024 r. jej fragment w pobliżu Grindavíku został zniszczony w trakcie erupcji wulkanicznej.